# Вовчиця (міфологія)

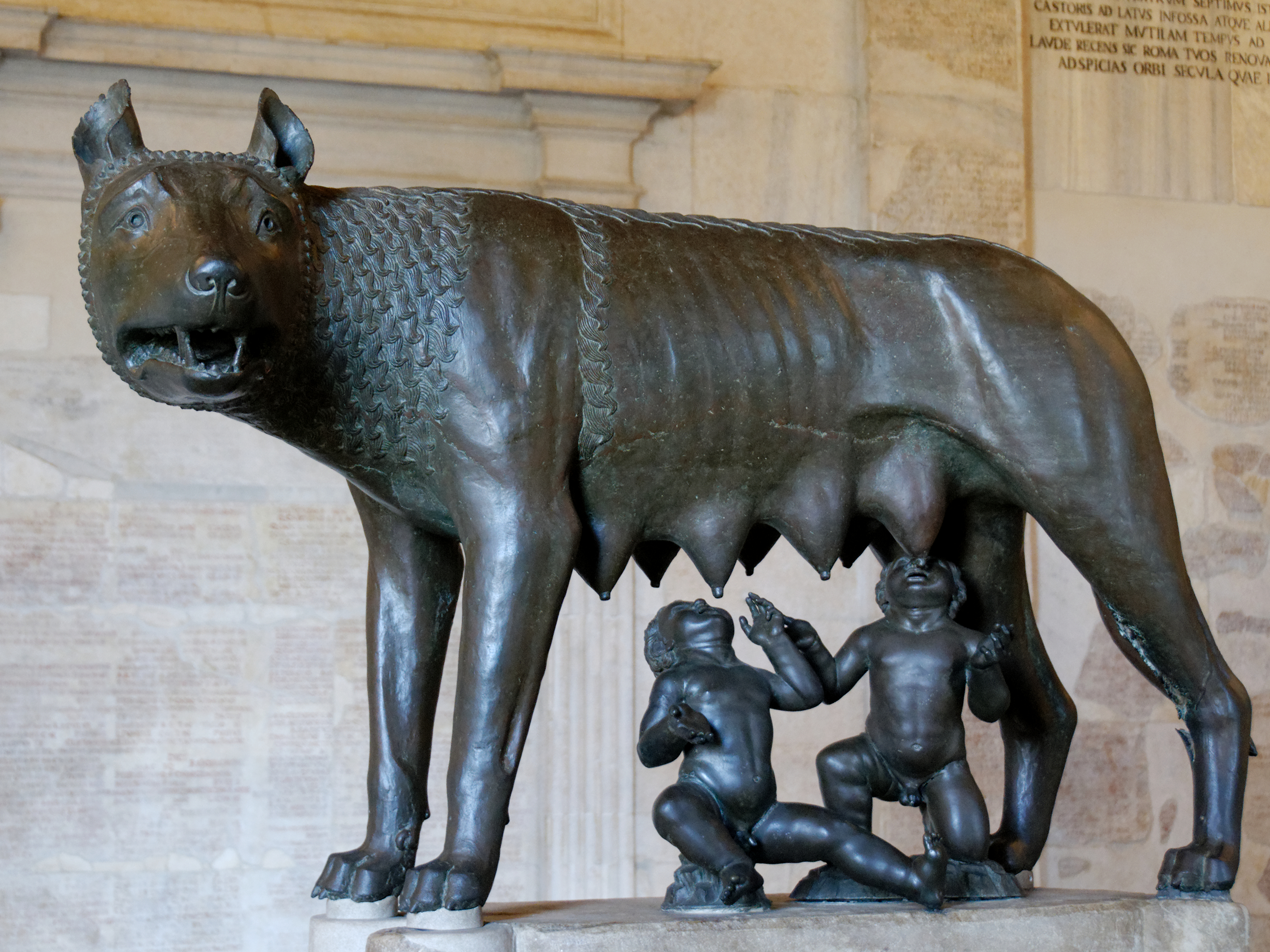
Капітолійська вовчиця, мабуть, найвідоміша статуя Вовчиці.

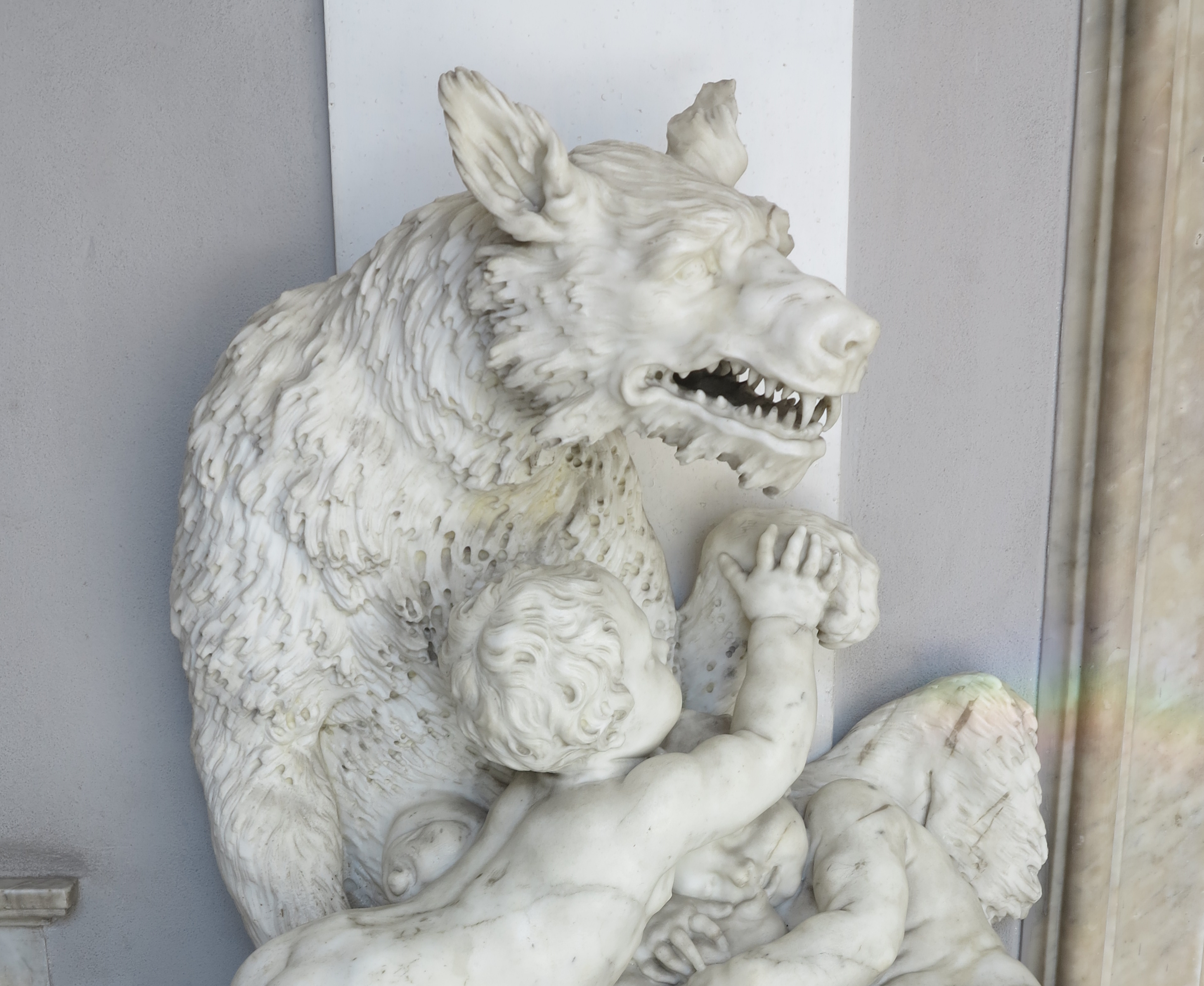
Вовчиця з Ромулом і Ремом, скульптура Франческо Біггі та Доменіко Пароді в палаццо Россо в Генуї, Італія

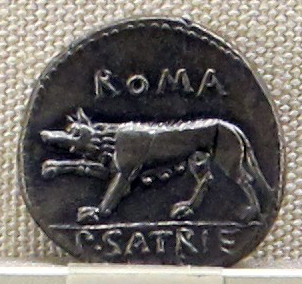
Вовчиця на монеті пізньої Римської республіки (бл.77 до н.е.)

У міфі про заснування Риму саме вовчиця вигодовувала та доглядала близнюків Ромула та Рема після того, як вони були покинуті в дикій природі за наказом царя Амулія з Альба-Лонги. Вона турбувалася про немовлят у своєму лігві, печері, відомій як Луперкал, поки вони не були знайдені  пастухом Фаустулом. Пізніше Ромул став засновником і першим королем Риму. Зображення вовчиці, яка годує близнюків, з давніх часів є символом Риму і є одним з найбільш впізнаваних образів античної міфології.

## Походження
Є свідчення, що вовк займав особливе місце у світобаченні стародавніх жителів Італії. Одна з легенд стверджує, що народ гірпінів був названий так тому, що, коли вони збиралися заснувати свою першу колонію, їх привів до її розташування вовк (від оско-умбрійського слова вовк: hirpus). Розповідь про Луперкалів є центральною в історії про близнюків і, ймовірно, передує їхній. Для римського бога Марса вовк є священною твариною. Тривають дебати про зв'язок із давньоримським святом Луперкалій.
У грецькій міфології повідомляється, що мати Аполлона Лето народила його, прийнявши подобу вовчиці, щоб сховатися від гніву Гери.

## Літературні джерела
3 «канонічні» версії міфу — про Лівія, Плутарха та Діонісія Галікарнасського — усі вони значною мірою спираються на Квінта Фабія Піктора. Він вважається одним із найперших римських істориків, і його нині втрачена робота описує вовчицю та її епізод із близнюками. Близнюки були покинуті за наказом Амулія. Деякі перекази стверджують, що їх повинні були залишити на березі річки, а  інші – кинути у воду. Слуга, якому було доручено це завдання, або передумав, або не міг підійти достатньо близько, щоб зробити це через повінь. Замість цього він залишив їх у стоячій воді, що утворилася біля підніжжя Палатинського пагорба. Близнюків знайшли або після того, як їхній кошик залишили біля підніжжя фігового дерева, або коли вони відпочивали там після,плавання у воді. В обох випадках вовчиця рятувала і доглядала за ними в Луперкалі або поблизу. Пізніше їх виявили місцеві пастухи.
Діонісій свідчить про те, що дощі так підняли рівень води, що слуга Амулія змушений був покинути близнюків перед наміченим місцем (де течія була сильнішою). Кошик, у якому були близнюки, м’яко плив разом із водою, що відступала, поки не вдарився об камінь, перекинувши близнюків у багнюку. Потім прибула вовчиця, нагодувала своїм молоком заплаканих немовлят і облизала їх від бруду.
Після того, як пастух натрапив на те,що трапилося, коли пас свою отару, він побіг розповісти своїм товаришам, і зібралася група, щоб побачити дивовижне видовище. Близнюки повисли на вовчиці,так ніби вона справді була їхньою матір'ю. Вовчиця розгубилася, коли чоловіки влаштували галас, щоб  відлякати її. Вона відійшла до печери, що була священною для грецьких колоністів, які раніше жили в цьому районі і тримали вівтар бога природи Пана.
Лівій стверджує, що слуги Амулія скинули близнюків у стоячу воду просто через власну лінь. Фігове дерево виявилося першим місцем, до якого вони прийшли, і вони подумали, що близнюки потонуть в будь-якому випадку. Близнюки плакали в своєму кошику, поки вода не відступила і не залишила їх на землі. Вовчиця йшла з пагорбів у пошуках води,в той час як почула їхні крики.
За словами Плутарха, слуга занадто сильно боявся потужних водяних потоків, щоб повністю виконати накази короля. Після того, як близнюків залишили на березі, вода піднялася ще більше і знесла їх. Вона обережно понесла їх, а потім закинула на фігове дерево.
Існують три опубліковані коментарії, де термін «lupa» відноситься не до вовчиці, а є сленгом для повії. Плутарх розповідає дві інші історії, не пов’язані з вовчицею або покиданням немовлят. В одному з них близнюків зачав Геракл після того, як він виграв гру в кості. Їхня мати мимоволі стала «призом». В іншому варіанті розвитку подій близнюків при народженні їхній дідусь замінює на іншу пару немовлят і відсилає їх з міста, щоб вони виховувалися пастухами, а пізніше навчалися в сусідніх Габіях.

## Іконографія

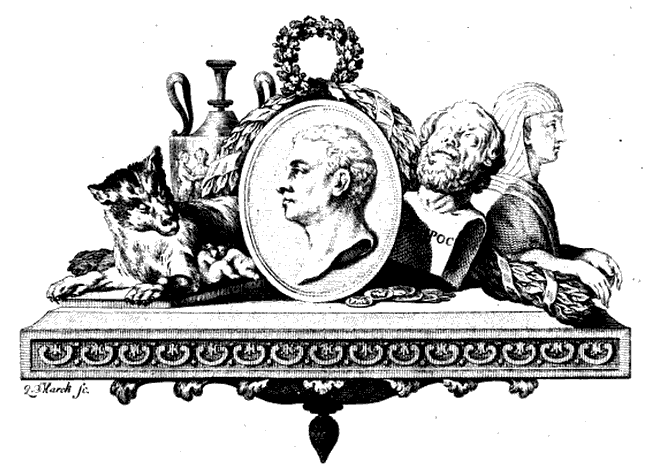
Фігура з титульної сторінки Geschichte der Kunst des Alterhums Vol. 1 (1776) Йоганна Йоахіма Вінкельмана. Вінкельман був піонером у вивченні греко-римського мистецтва і, зокрема, давньоримського мистецтва. Він у центрі, з вовчицею, яка годує близнюків, і Гомер найближчий до нього.На задньому плані — Сфінкс і етруська ваза.

### Муссоліні
Фашистський уряд Беніто Муссоліні використовував вовчицю, перебуваючи при владі.

### Сієнська Вовчиця
У сієнців є традиційна розповідь про те, що місто було засноване Сенієм і Аскієм, ще однією парою близнюків, яких також вигодувала вовчиця. Вони були синами Рема і втекли з Риму після його смерті від рук свого дядька Ромула. Легенда не може бути засвідчена до епохи Відродження. Однак зображення вовчиці та близнюків поширені в місті, а деякі можуть бути датованими раніше.

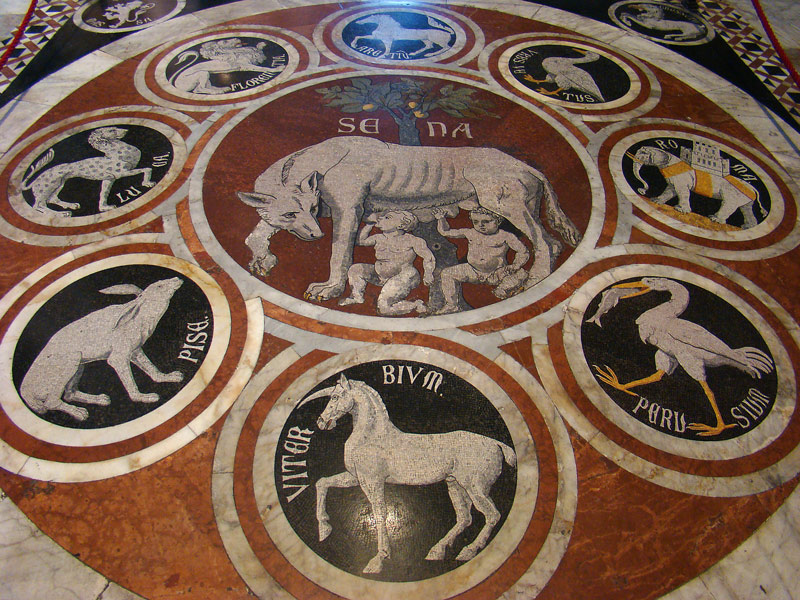
Руота делла Фортуна «Колесо Фортуни» є центральним елементом мозаїчної інкрустованої підлоги Сієнського собору (близько 1372 р.)

### Банкноти та монети
Вовчиця та близнюки з’явилися на найпершій срібній монеті, викарбованій у Римі.

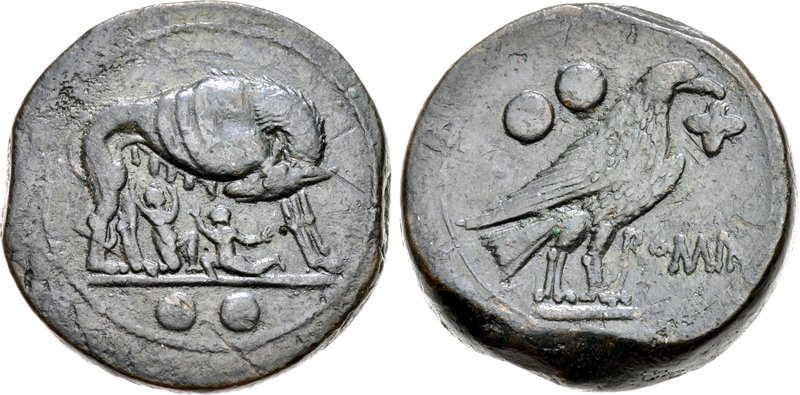
Секстани з 215 р. до н.е
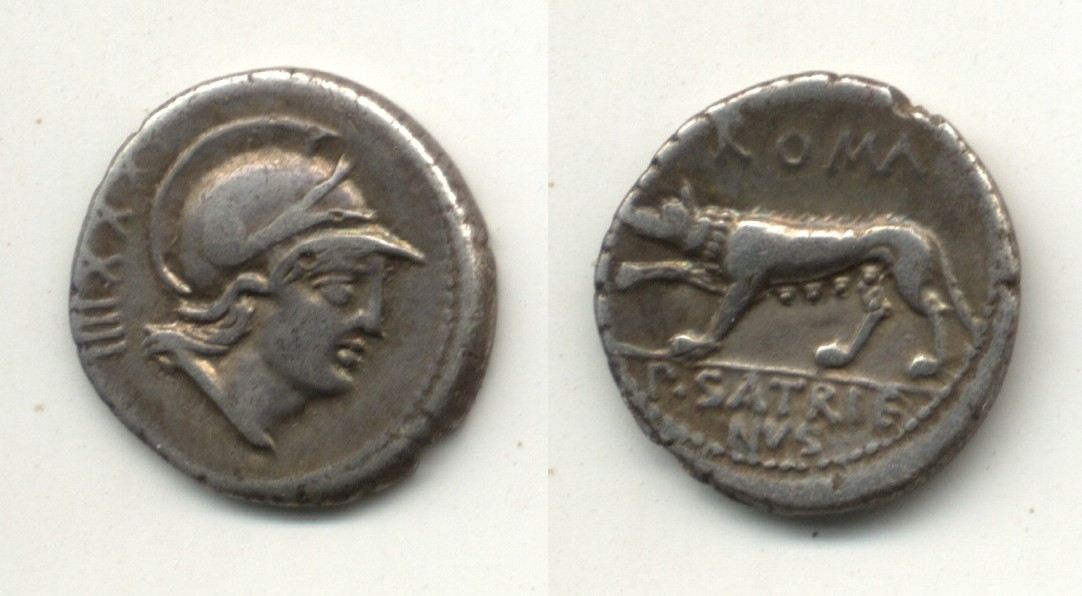
Вовчиця на монеті з 77 р. до н.е. З головою Марса з іншого боку.
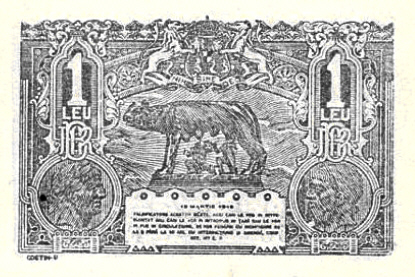
Банкнота номіналом 1 румунський лей, 1915 р.

## Луперкалії
Луперкалії- одне із найбільшстародавніх світкувань римлін. Римські історики висловлювали припущення щодо його походження. Його асоціюють з богом Луперкусом, покровите пастухів і захисником отар. Деякі історики пов’язують його з вовчицею та її пещерою.

## Зображення в мистецтві

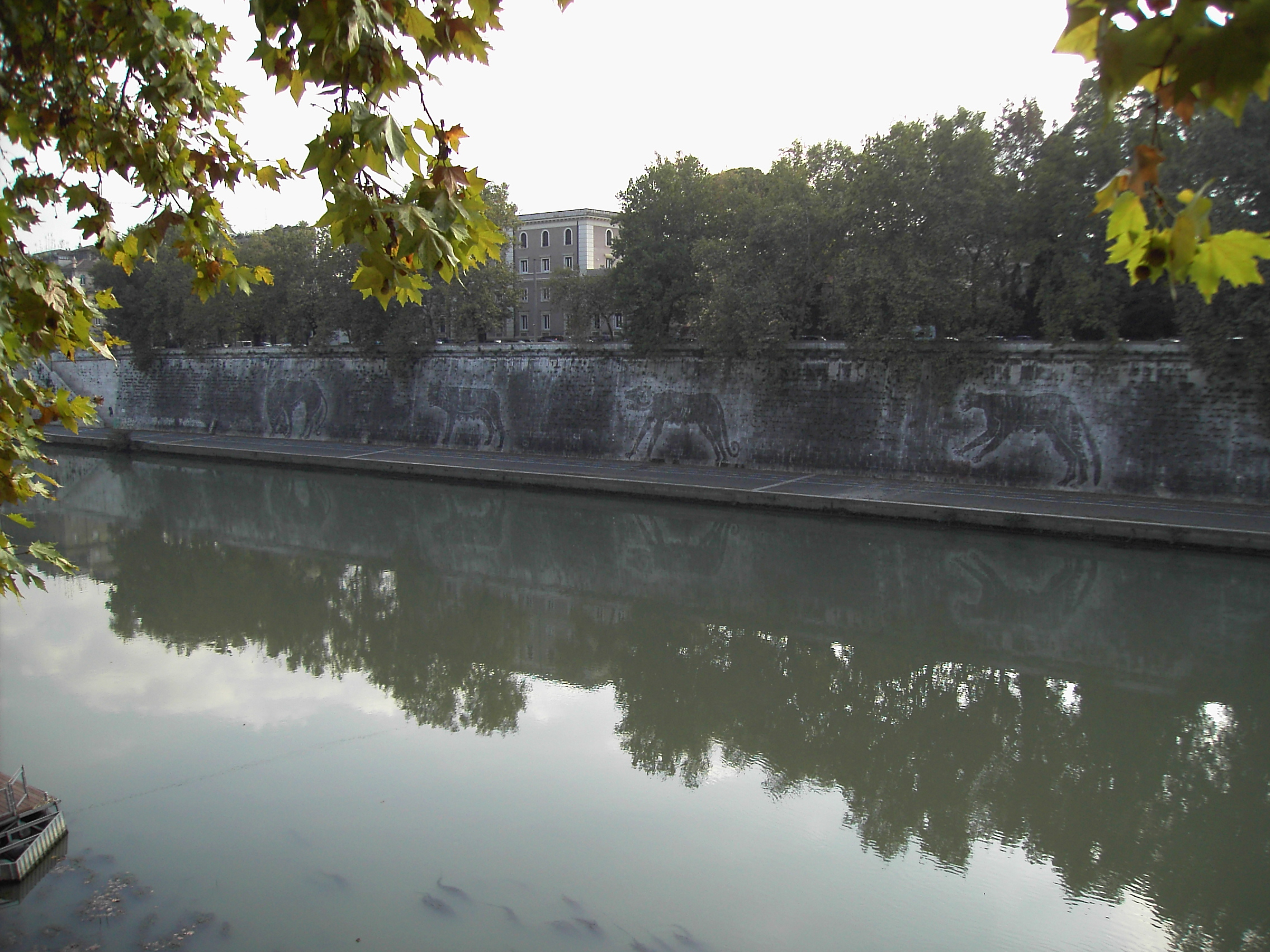
Вовчиця на набережних Тибру

### Пізня античність

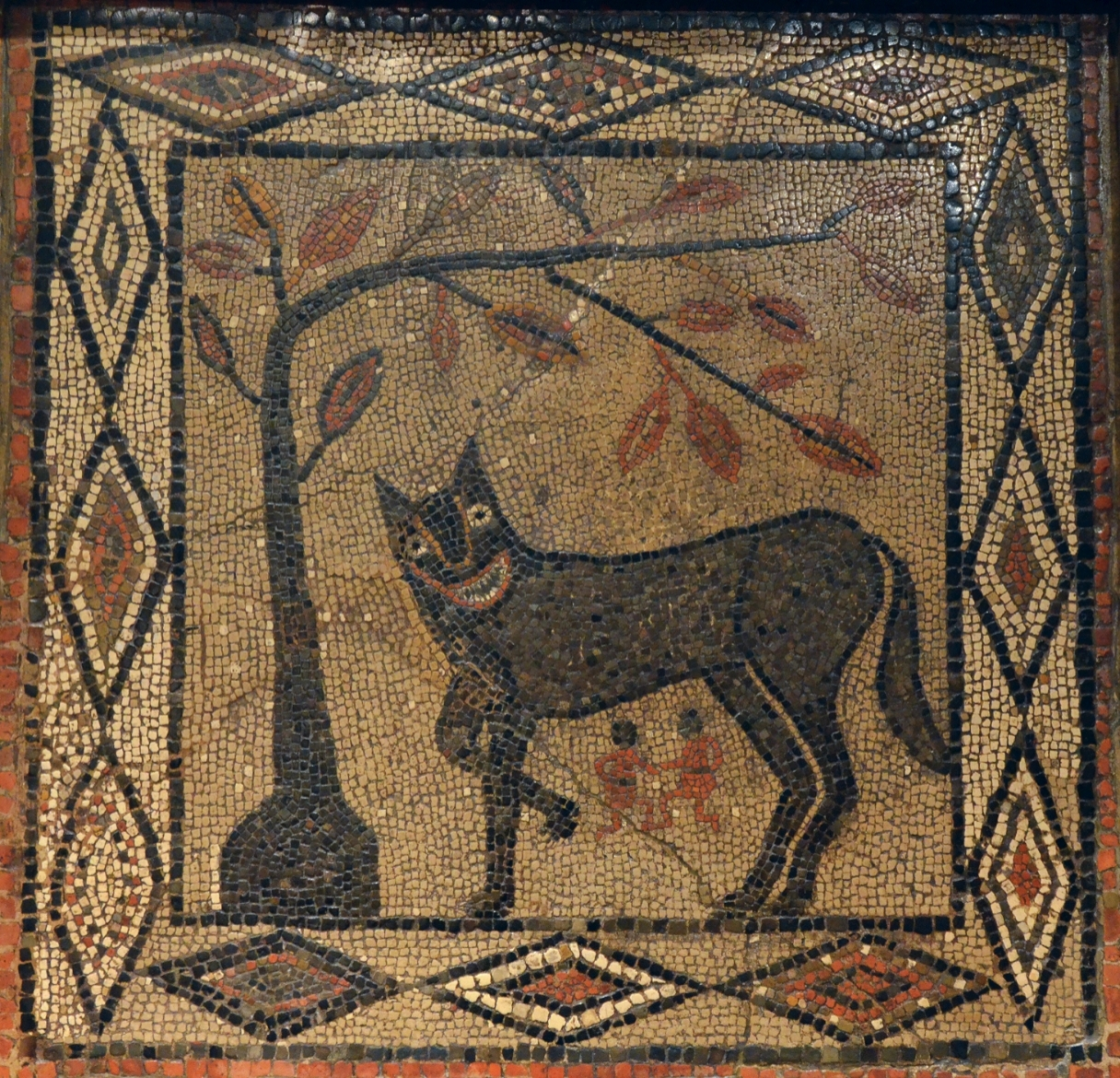
Мозаїка із зображенням вовчиці з Ромулом і Ремом, з Олдборо (близько 300 р. н.е.), Міський музей Лідса (16025914306)

### Середньовіччя

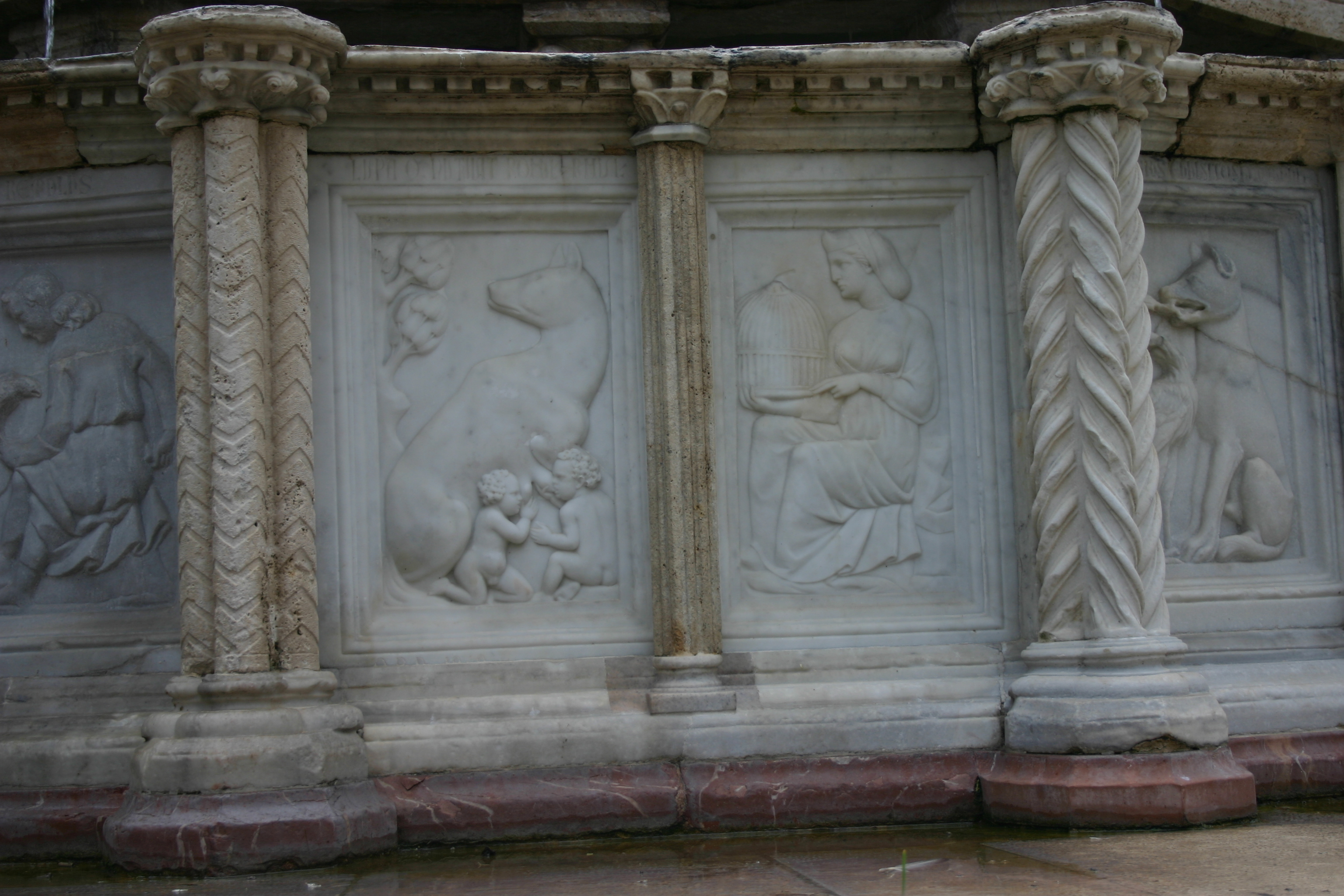
Копія Фонтана Маджоре з Перуджі, Ноколаї та Джованні Пізано (1275 р.), фото Г. Далл'Орто (5 серпня 2006 р.)
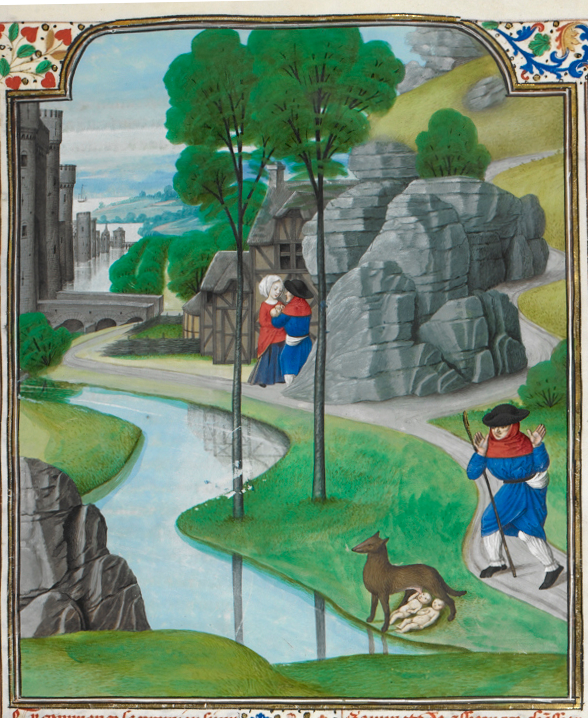
З Ромулеона, освячений рукопис (Британська бібліотека) (1480)

### Відродження

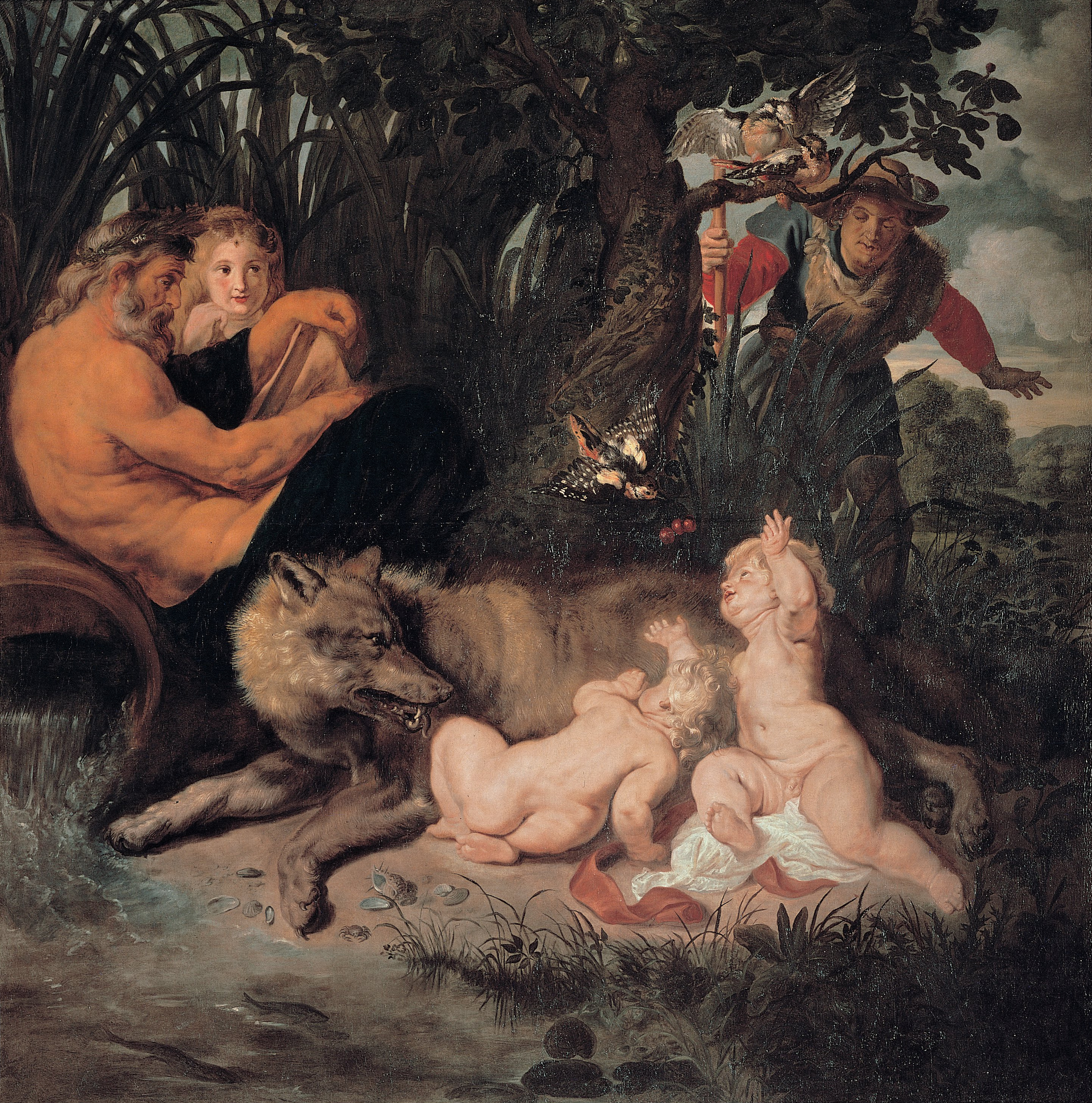
Ромул і Рем, Пітер Пауль Рубенс (1616)
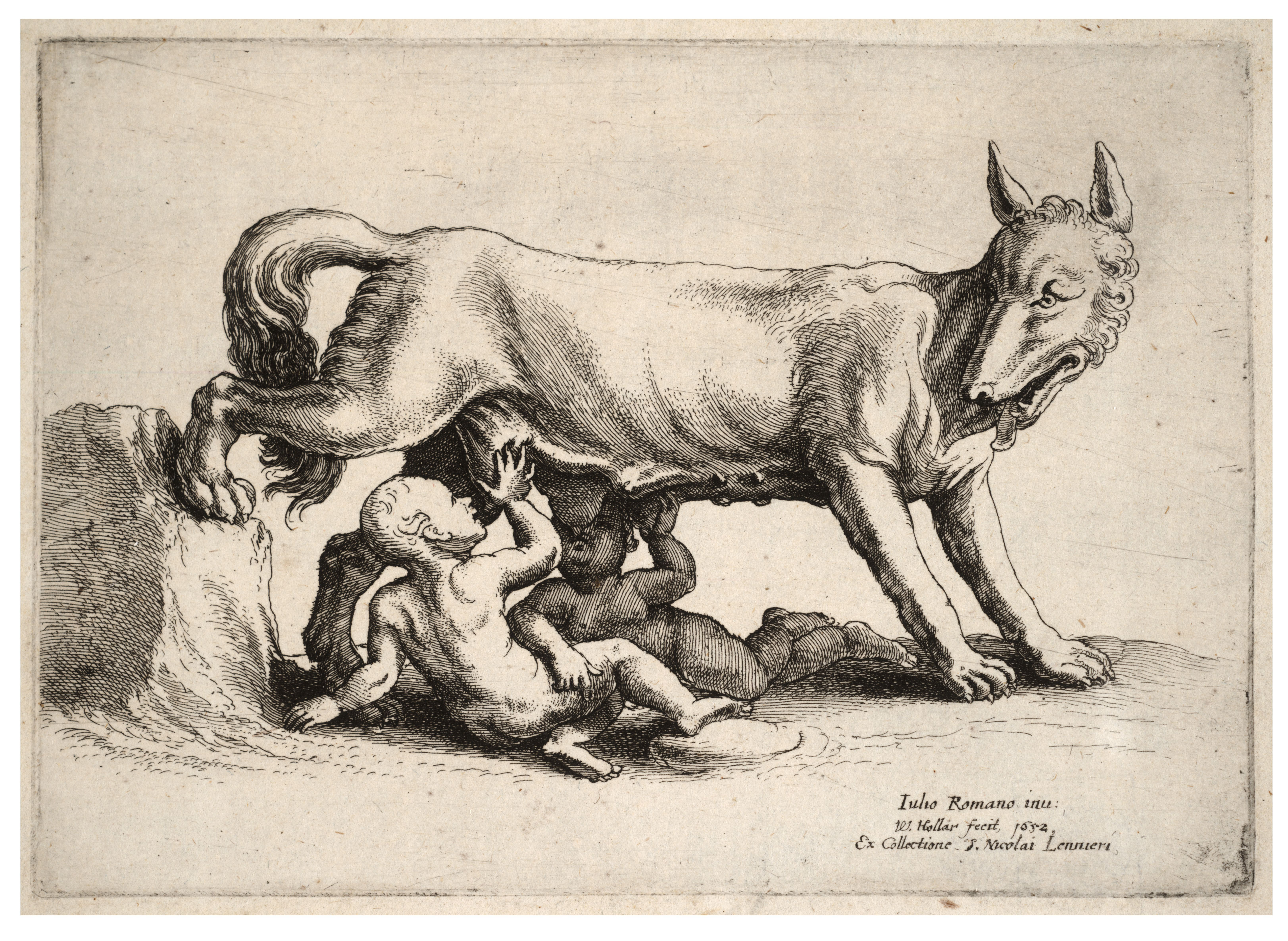
Ромул і Рем Вацлав Холлар за Джуліо Романо (16 ст.)
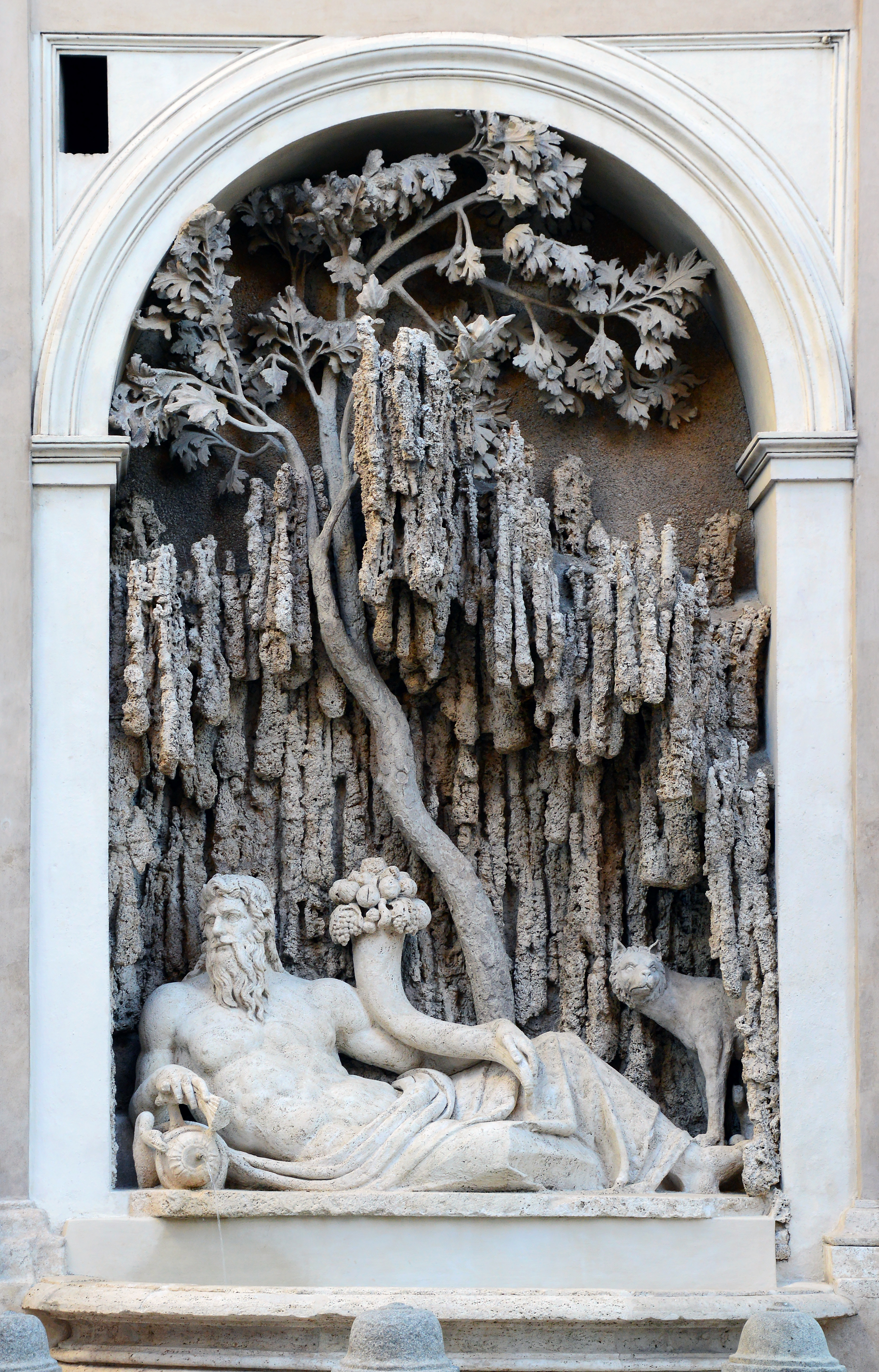
Річка Тибр із Чотирьох фонтанів Муціо Маттеї(інші мови) та Доменіко Фонтана (кінець 16 ст.). Праворуч видно вовчицю, яка визирає позаду Тиберіна.

### 18-20 ст

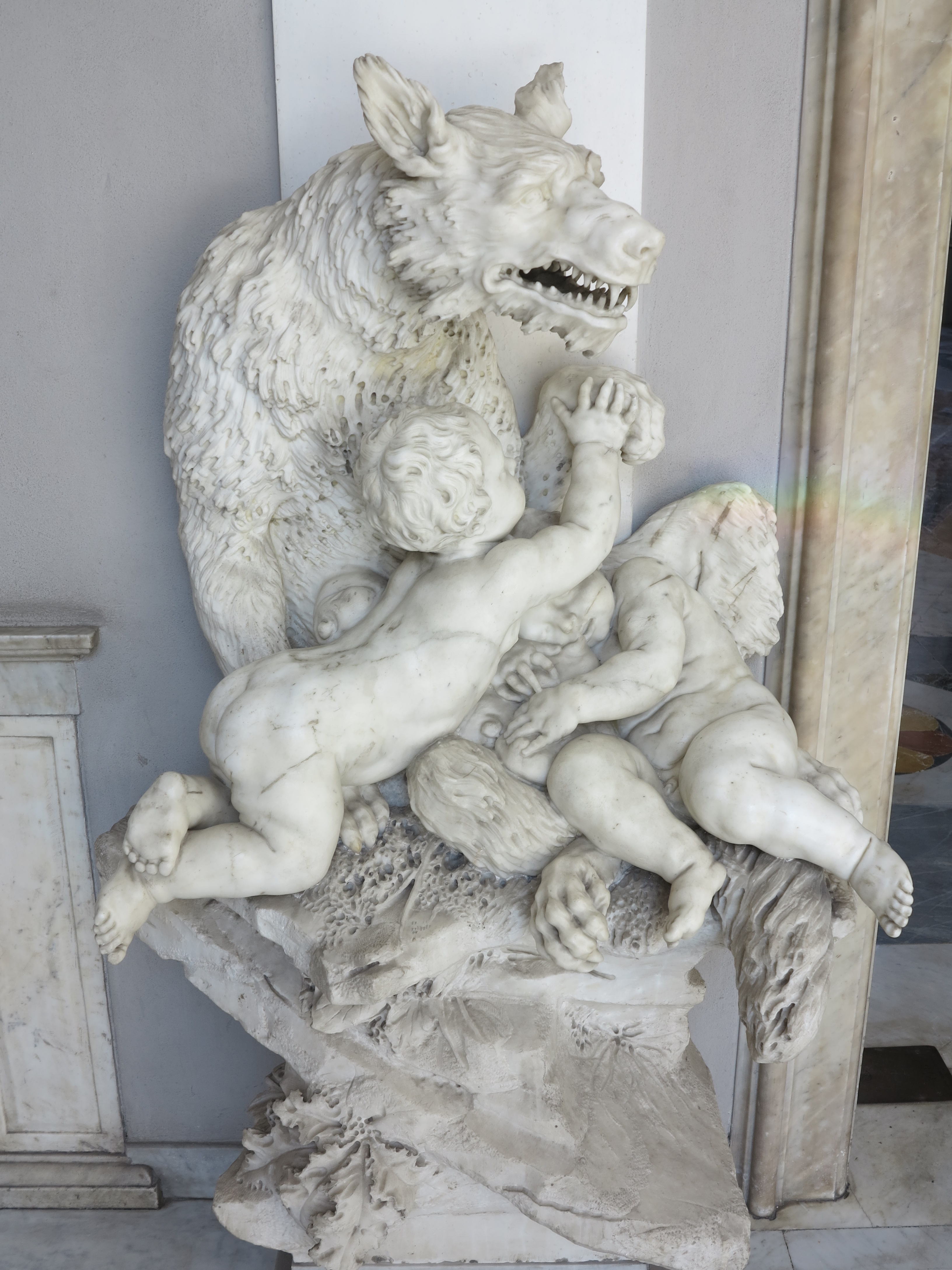
La lupa con Romolo e Remo «Вовчиця з Ромулом і Ремом», Доменіко Пароді(інші мови) та Франческо Біггі (1874)
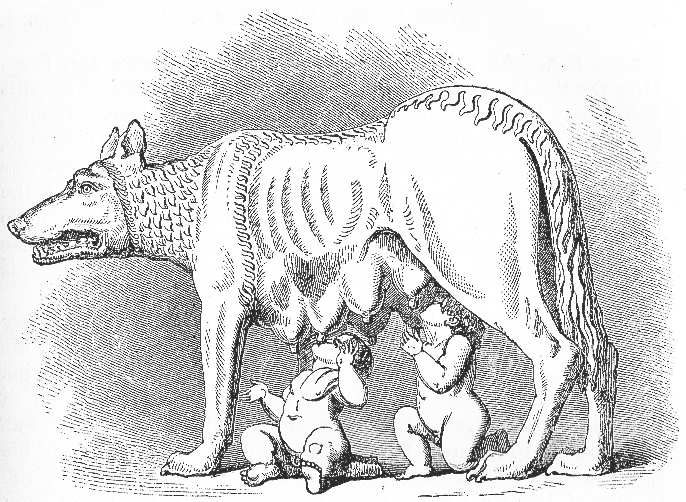
Відскановано з «Історії Риму», опублікованої в 1860 році Генрі Лідделлом (6 лютого 1811 – 18 січня 1898) з ілюстраціями, наданими сером Джоном Гарднером Вілкінсоном (5 жовтня 1797 – 29 жовтня 1875). Відскановано Ман вий
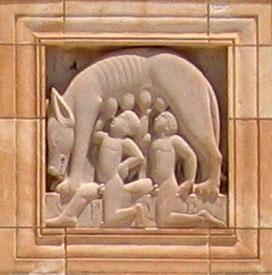
Ромул і Рем із десяти племен, скульптор: Ерік Гілл, фото Давида Озеранського (1932)
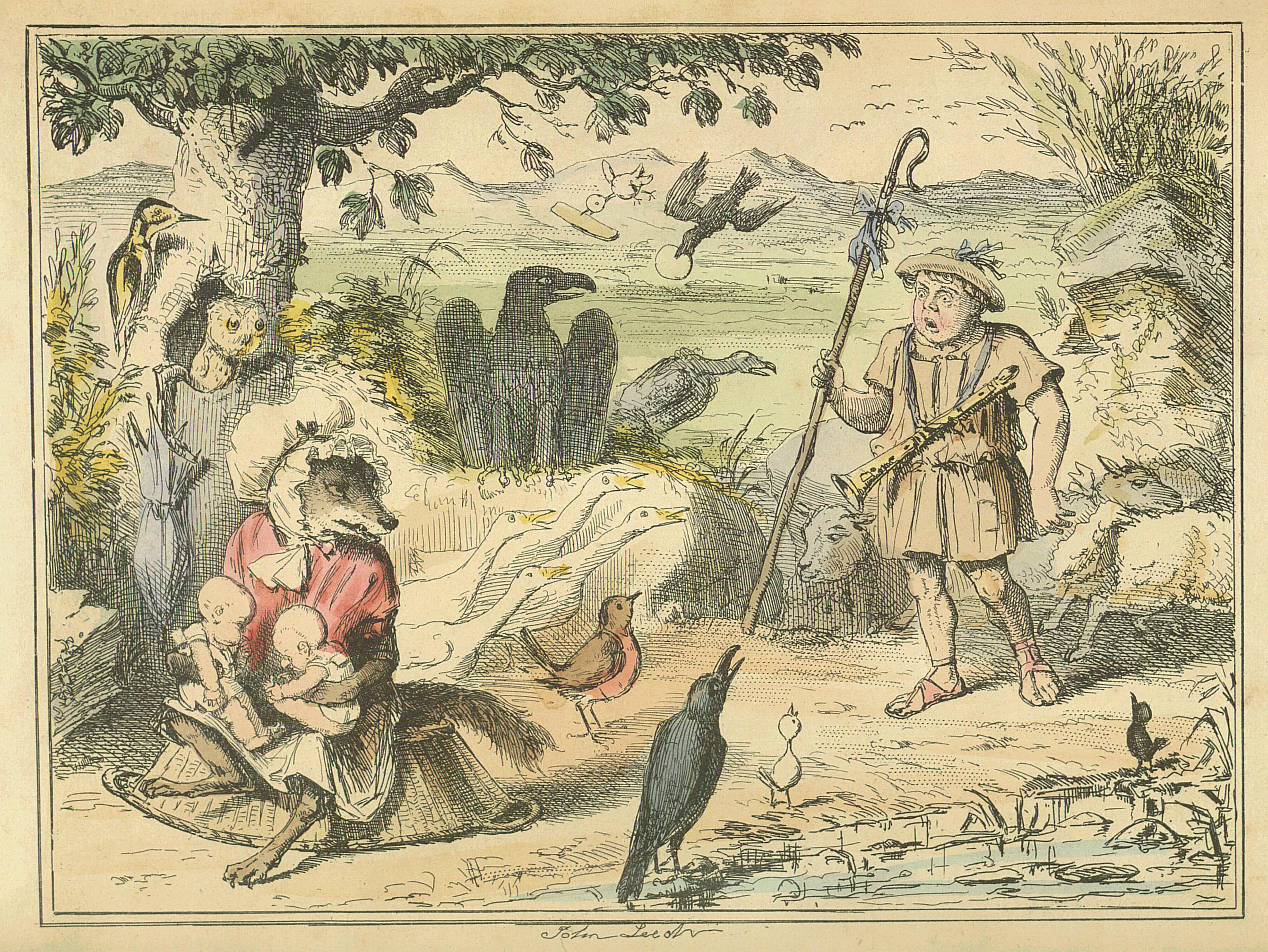
Комікс «Історія Риму» Таблиця 01 із зображенням вовчиці-матрони та Пікуса, дятла над головою. Джон Ліч(інші мови) (бл. 1850)